# Ngarmbatina Carmel Sou IV
Ngarmbatina Carmel Sou IV née à Bedjondo dans le Mandoul est une femme politique et pharmacienne tchadienne. Après son baccalauréat série D; elle obtient une bourse de l’ex URSS lui permettant d’étudier la pharmacie à Piatigorsk. Elle était rentrée au Tchad en 1982.
En 1996, elle crée l’Ordre national des pharmaciens qu’elle préside jusqu’en 2002. Nommée en avril 2008, ministre de la femme, elle s'engage à lutter contre le mariage des mineures et les violences conjugales. En juillet 2020, elle est nommée représentante résidente de la CEMAC au Tchad.